# Rue Verwée
Pour les articles homonymes, voir Verwée.
La rue Verwée (en néerlandais : Verwéestraat) est une rue bruxelloise de la commune de Schaerbeek qui va de la place Colignon à la place Pogge.

## Histoire et description
La rue porte le nom d'un peintre belge, Alfred Verwée, né à Saint-Josse-ten-Noode le 23 avril 1838 et décédé à Schaerbeek le 14 septembre 1895.
La numérotation des habitations va de 2 à 26 pour le côté pair et ne comporte que le numéro 19 pour le côté impair.

## Adresse notable
- no 12 : Athénée royal Alfred Verwée